# Раббель I
Раббель I (д/н — 120/110 до н. е.) — 2-й цар Набатеї в 140—120/110 роках до н. е.

## Життєпис
Син Арети I, царя Набатей. Став володарювати приблизно в 140 році до н. е. Про нього відомо вкрай мало. Перша згадка відноситься до 120 року до н. е. Ймовірно саме з цього часу або трохи раніше, скориставшись боротьбою за трон в Державі Селевкідів розпочав напади на землі останньої, результатом чого був приплив скарбів та рабів. Водночас дотримувався союзу з Єгипетським царством Птолемеїв.
Першим став розбудовувати столицю Петру. Можливо, звів храм Махрамата Душара, місцевого бога. В ньому виявлено статую Раббеля I. Дата смерті натепер також достеменно не з'ясована: відбулося між 120 та 110 роками до н. е. Йому спадкував ймовірно син Арета II.